# Taixu
Taixu (chinois : 太虛 ; pinyin : tàixū ; Wade : t'ai Hsü), né en 1890 et décédé en 1947 est un leader du renouveau du bouddhisme en Chine au XXe siècle. Il a joué un rôle de premier plan dans le renouveau du bouddhisme en Chine, et il est sera l'un des bouddhistes chinois les plus célèbres du xxe siècle.

## Contexte
Dans les premières décennies du XXe siècle, le bouddhisme en Chine fait face à une hostilité de plus en plus marquée. La critique du bouddhisme est menée et entretenue par un certain nombre d'intellectuels qui voient dans cette religion une sorte de superstition primitive qui constitue un obstacle à l'entrée de la Chine dans le monde moderne. Cette méfiance envers le bouddhisme est aussi alimentée par l'État chinois, en particulier après la révolution de 1911. Des mouvements d'étudiants nourris, entre autres, de la pensée de Marx appellent à se libérer d'une tradition dépassée, tant sur le plan religieux que philosophique et politique. Réunis au sein d'un mouvement appelé Renaissance chinoise, ils voient dans la science le véritable moteur de progrès. Cela déboucha sur des mesures contre le bouddhisme: réquisitions de monastères pour servir de casernes, destruction d'images bouddhiques, appel aux locataires de bâtiments bouddhiques à ne pas payer le loyer.
C'est la toile de fond sur laquelle se déploiera l'activité de Taixu.

## Activités
Ordonné moine à l'âge de quatorze ans, il est d'abord un moine « conventionnel », pratiquant la méditation. C'est vers 1908 qu'il devient « moine révolutionnaire » (selon sa propre expression), après avoir lu des auteurs politiques comme Kang Youwei ou Liang Qichao, ce qui l'amena à vouloir « sauver la société chinoise par la réforme sociale et le bouddhisme ». Il se lance dans le militantisme révolutionnaire, et cherche à réformer radicalement le clergé bouddhiste, en revoyant la formation des moines ainsi que la gestion des biens monastiques.
Mais l'échec de ces tentatives l'amène à se replier sur lui-même durant trois ans: en octobre 1914, il se retire en reclus sur l'île sacrée du Mont Putuo, et il mettra à profit ce temps et cette solitude pour lire abondamment et réfléchir sur le bouddhisme,. Il lit les écritures bouddhiques et réfléchit à des plans pour réformer le bouddhisme. Il est en effet persuadé que le bouddhisme en Chine s'est sclérosé et qu'il faut le transformer en une force à même d'inspirer la société et de l'améliorer. Au terme de cette « retraite », il est mieux armé intellectuellement, et son charisme s'accroît.
Parmi ses grands thèmes, on trouve la régénération du clergé bouddhique, l'utilisation des biens de la communauté bouddhique en faveur de la population et la reprise de l'étude de la doctrine bouddhique.
Il a également lutté pour la liberté de croyance, la protection des temples et l'interdiction de confisquer leurs biens à des fins non religieuses, ce qui déboucha sur la promulgation de directives allant dans ce sens. Par ailleurs, il voyait dans le bouddhisme, religion de compassion, un facteur d'unification des groupes ethniques vivant en Chine (Han, Mandchous, Mongols, musulmans et Tibétains).

### Organisations

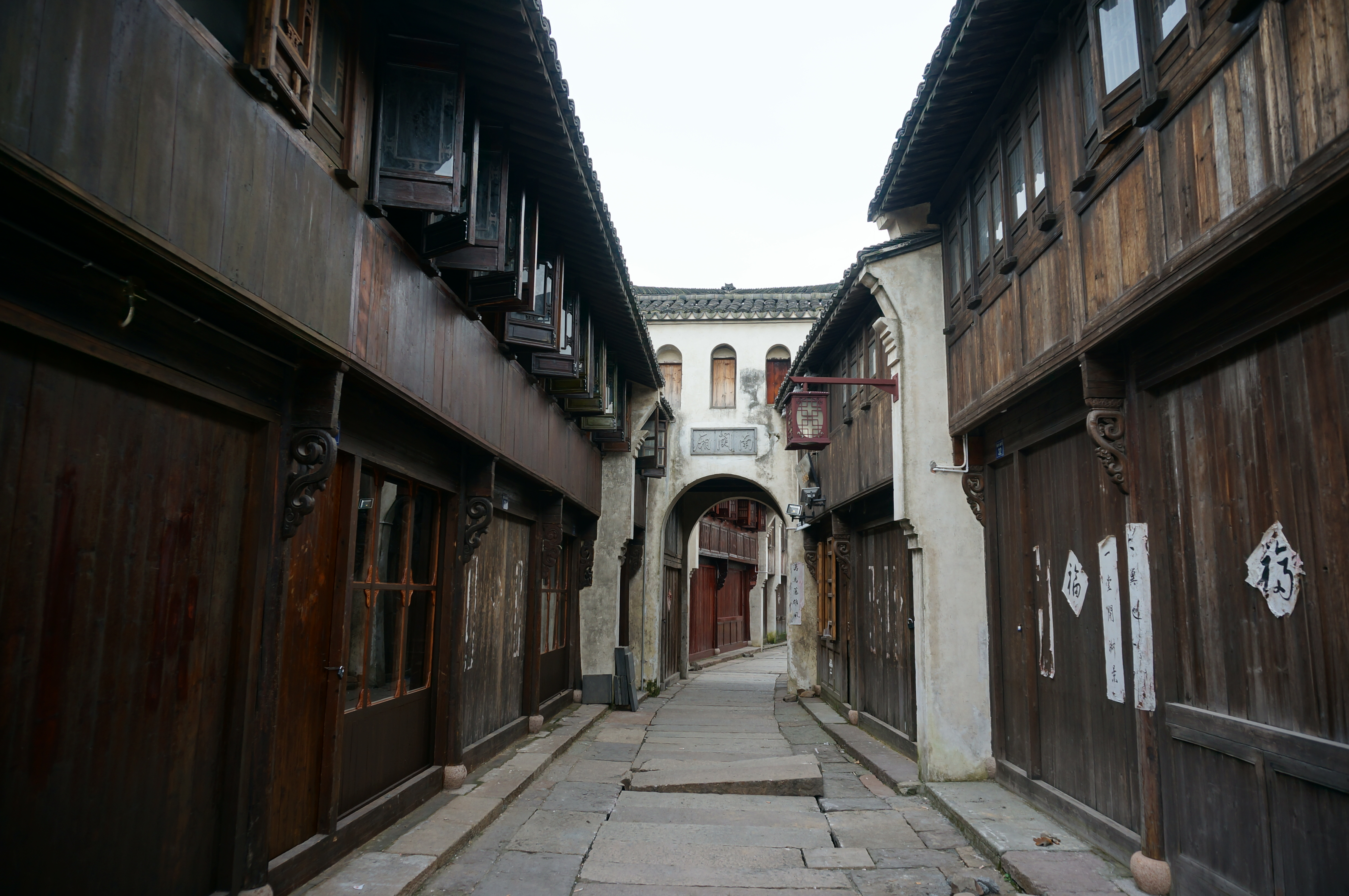
Vue de la vieille ville de Haining où naquit Taixu.

Jusqu'à sa mort en 1947, Taixu crée nombre d'associations, d'instituts et de séminaires, publie des livres, voyage en Chine et dans le monde, tout cela dans le but de propager ses idées de réformes.
En 1922, il fonde l'Institut d'études bouddhiques de Wuchang, et en 1929, la Société bouddhique chinoise qui comptait, en 1947, 4,6 millions d'adhérents. Il propageait la foi sans se fixer sur une seule école bouddhiste. C'est ainsi qu'il a aussi encouragé les contacts avec les bouddhistes étrangers. Pour ce faire, il fonde en 1923 la World Buddhist Federation qui organisa sa première conférence du 13 au 15 juillet 1924 à Lu Shan dans la province de Jiangxi. Les Chinois y étaient représentés par dix délégués de six provinces. Saeki Teien, Kimura Taiken et Mizuno Baigyo représentaient les Japonais. Bien qu'invités, aucun représentant du Tibet, de Mongolie, de Birmanie, du Sri Lanka et d'autres pays ne put y assister.
Il coorganisa aussi le premier congrès de la East Asian Buddhist Association à Tokyo, en 1925, réunissant des Japonais et des Chinois. Vingt-et-un délégués chinois furent invités par Taixu, parmi lesquels le moine Tanxu (1875-1963), autre important vivificateur du bouddhisme en Chine du Nord, bien que Tanxu ne partageât pas les vues de Taixu.

### Textes et revues
Enfin, Taixu et les amis qu'il avait réunis autour de lui encouragèrent aussi un renouveau intellectuel, et appelèrent à la publication de textes bouddhiques; ainsi, ils éditèrent une série de textes rares du canon bouddhique, sous le titre de Textes précieux hérités du Canon des Song. Mais plus encore, ils se lancèrent dans la publication de nombreuses revues, souvent destinées à combattre la littérature antibouddhique qui s'était développée à cette époque.
Entre 1920 et 1935, ce ne sont pas de 537 ouvrages qui sont publiés et 58 périodiques créés. Parmi ceux-ci, le plus influent fut probablement La voix de la marée (Haichao Yin).

## Influence
Malgré l'activité qu'il déploie, Taixu ne parviendra pas à être le leader reconnu de la majorité des bouddhistes chinois, même si son influence fut importante, en particulier dans les milieux intellectuels laïcs. Toutefois, son influence ira en grandissant et ses idées seront reprises et développées par les générations de bouddhistes qui suivirent en Chine et à Taïwan. Selon Goossaert et Palmer, en cette première partie du XXIe siècle, il est une icône et une référence dans les milieux bouddhistes. Pour Christian Cochini, il est « la figure la plus importante dans l'histoire du bouddhisme chinois moderne. »